# Rubha Mòr
Rubha Mòr är en udde i Storbritannien.   Den ligger i kommunen Highland och riksdelen Skottland, i den nordvästra delen av landet, 800 km nordväst om huvudstaden London.
Terrängen inåt land är huvudsakligen platt, men åt sydost är den kuperad. Havet är nära Rudha Mòr norrut.Runt Rudha Mòr är det mycket glesbefolkat, med 2 invånare per kvadratkilometer. Närmaste större samhälle är Gairloch, 19,8 km söder om Rudha Mòr. Trakten runt Rudha Mòr består i huvudsak av gräsmarker.